# إيرل أرمسترونغ
إيرل أرمسترونغ هو سياسي كندي، ولد في 3 أكتوبر 1900، وتوفي في 1986.